# Tom Vaughan-Lawlor
Tom Vaughan-Lawlor (4 de noviembre de 1977) es un actor irlandés. Es principalmente conocido por su papel como Nigel 'Nidge' Delaney la serie de RTÉ One Love/Hate (2010–2014) y por interpretar a Ebony Maw en Avengers: Infinity War y su secuela Avengers: Endgame.

## Primeros años y personal
Vaughan-Lawlor nació en Dundrum, Dublín, Irlanda. Asistió al De La Salle College, Churchtown, una escuela secundaria estatal masculina en Dublín 14. Se graduó del Trinity College, Dublín, con un título en Estudios de Drama y continuó sus estudios en la Real Academia de Arte Dramático en Londres, Inglaterra.
Vaughan-Lawlor actualmente vive en Whitstable con su esposa Claire Cox, que es actriz, y su hijo. Su padre interpretó a un sacerdote en Love/Hate y su hijo Freddie, apareció como el segundo hijo de Nidge y Trish, John, en el drama criminal.

## Carrera profesional
Después de abandonar la RADA, Vaughan-Lawlor protagonizó muchas obras, entre ellas The Quare Fellow dirigida por Kathy Burke, This Lime Tree Bower, para Young Vic, y Christy Mahon en The Playboy of the Western World para el Abbey Theatre que recorrió América del Norte. También en la Abadía interpretó a Len en Salvado de Edward Bond, Solyony en la producción de David Leveaux de Three Sisters y como Arturo Ui en The Resistible Rise of Arturo Ui de Bertolt Brecht. En 2008 interpretó a Lyngsrand en The Lady from the Sea de Henrik Ibsen dirigida por Lucy Bailey. En el National Theatre interpretó a Yolland en la producción de Sean Holmes Translations de Brian Friel en 2005.
En 2008, Vaughan-Lawlor interpretó al Dauphin en Henry V en el Royal Exchange Manchester por el cual recibió el reconocimiento del Premio Ian Charleson. Por su actuación en The Resistible Rise of Arturo Ui ganó el premio Irish Timesal mejor actor de teatro de 2009. Ganó el premio nuevamente en 2014 por Howie the Rookie.
También tuvo pequeños papeles en The Tiger's Tail, protagonizada por su compañero actor irlandés Brendan Gleeson y Becoming Jane, protagonizada por Anne Hathaway y James McAvoy.
De 2010 a 2014, comenzó a interpretar el papel principal de Nigel "Nidge" Delaney en el aclamado drama policial irlandés Love/Hate. Por su interpretación de Nidge, ha ganado el premio al Mejor actor en un papel secundario por televisión en los Premios IFTA 2012 y el premio al Mejor actor por televisión en los Premios IFTA 2013. Al interpretar el papel de Nidge, dijo: "Una de las alegrías de interpretar el papel es que es un hombre diferente en las cuatro temporadas, siempre está cambiando y es increíblemente difícil de identificar, la gente se siente atraída por su humor, los momentos en que tiene con sus hijos y los momentos que tiene con su propia conciencia".
Durante Love / Hate, continuó trabajando en el escenario de la producción, como la producción del 2010 del West End de All My Sons dirigida por Howard Davies. Al año siguiente interpretó a Jerry Devine en la producción de Davies de Juno and the Paycock. En 2013, Vaughan-Lawlor interpretó a Howie Lee y Rookie Lee en Howie the Rookie, de Mark O'Rowe. Originalmente escrita para dos actores, O'Rowe volvió a imaginar la obra para un actor para interpretar ambas partes, y dirigió la producción para Landmark Productions. La producción se inauguró en Dublín, luego recorrió Cork, Galway y el Festival de Edimburgo. En 2014, la producción fue invitada al Barbican Centre London, donde tocó en The Pit durante 2 semanas, y luego viajó al BAM en Nueva York.
En 2013 apareció en el papel de Byrne en el quinto episodio del drama criminal de la BBC2 Peaky Blinders. En octubre de 2013, comenzó a filmar en Dublín en un drama político de tres partes Charlie, que se basa en la vida del difunto Taoiseach Charles Haughey. También interpretó al spin doctor político P. J. Mara en el drama.
Vaughan-Lawlor interpretó a McCabe en la película de Jim Sheridan The Secret Scripture con Rooney Mara y Jack Reynor, que se filmó a principios de 2015, y apareció en la película de 2016 The Infiltrator con Bryan Cranston y Diane Kruger, dirigida por Brad Furman.
Apareció en el drama de tres partes Trial of the Century, donde interpretó a Patrick Pearse. En julio de 2016, Vaughan-Lawlor interpretó a Michaelis en la adaptación televisiva de tres partes de la BBC de la novela de 1907 de Joseph Conrad The Secret Agent.

## Filmografía

### Cine
| Año  | Título                 | Papel        | Notas                       |
| ---- | ---------------------- | ------------ | --------------------------- |
| 2006 | The Tiger's Tail       | Larry Cooney |                             |
| 2007 | Becoming Jane          | Robert Fowle |                             |
| 2011 | Foxes                  | James        | Corto                       |
| 2016 | The Infiltrator        | Steve Cook   |                             |
| 2016 | The Secret Scripture   | McCabe       |                             |
| 2017 | Daphne                 | Joe          |                             |
| 2017 | Maze                   | Larry Marley |                             |
| 2017 | The Cured              | Conor        |                             |
| 2018 | Citizen Lane           | Hugh Lane    | Documental                  |
| 2018 | Rialto                 | Colm         | Drama                       |
| 2018 | Avengers: Infinity War | Ebony Maw    | Voz y captura de movimiento |
| 2019 | Avengers: Endgame      | Ebony Maw    | Voz y captura de movimiento |
| 2022 | The Nan Movie          | Mick         |                             |
| 2023 | The Book of Clarence   | Antoninus    |                             |
| 2024 | El juego bonito        | Kevin        |                             |

### Televisión
| Año       | Título               | Papel                 | Notas                         |
| --------- | -------------------- | --------------------- | ----------------------------- |
| 2010–2014 | Love/Hate            | Nigel 'Nidge' Delaney | Papel principal; 28 episodios |
| 2013      | Peaky Blinders       | Byrne                 | Episodio #1.5                 |
| 2015      | Charlie              | P. J. Mara            | Miniserie; 3 episodios        |
| 2016      | Trial of the Century | Padraig Pearse        | 3 episodios                   |
| 2016      | The Secret Agent     | Michaelis             | 3 episodios                   |
| 2019      | Dublin Murders       | Frank Mackey          |                               |